# Nasa puracensis
Nasa puracensis är en brännreveväxtart som först beskrevs av Ellsworth Paine Killip, och fick sitt nu gällande namn av Weigend. Nasa puracensis ingår i släktet färgkronor, och familjen brännreveväxter. Inga underarter finns listade i Catalogue of Life.